# Guido Lauri
Guido Lauri (Roma, 23 novembre 1922 – Roma, 27 ottobre 2019) è stato un danzatore, coreografo e maestro di danza italiano.

## Studi

Negli anni '40

Entrato all'età di 6 anni alla scuola di ballo del Reale Teatro dell'Opera di Roma, inizia gli studi con i fondatori della scuola Dimitri Rostoff e Ileana Leonidoff, e li prosegue prima con Nicola Guerra e poi con Ettore Caorsi. Ma è con l'arrivo delle sorelle Placida e Teresa Battaggi che si perfeziona nella più limpida tradizione coreutica italiana.
Nel 1939 ottiene il diploma con il punteggio massimo ed è assunto nel corpo di ballo con la qualifica di primo ballerino étoile.

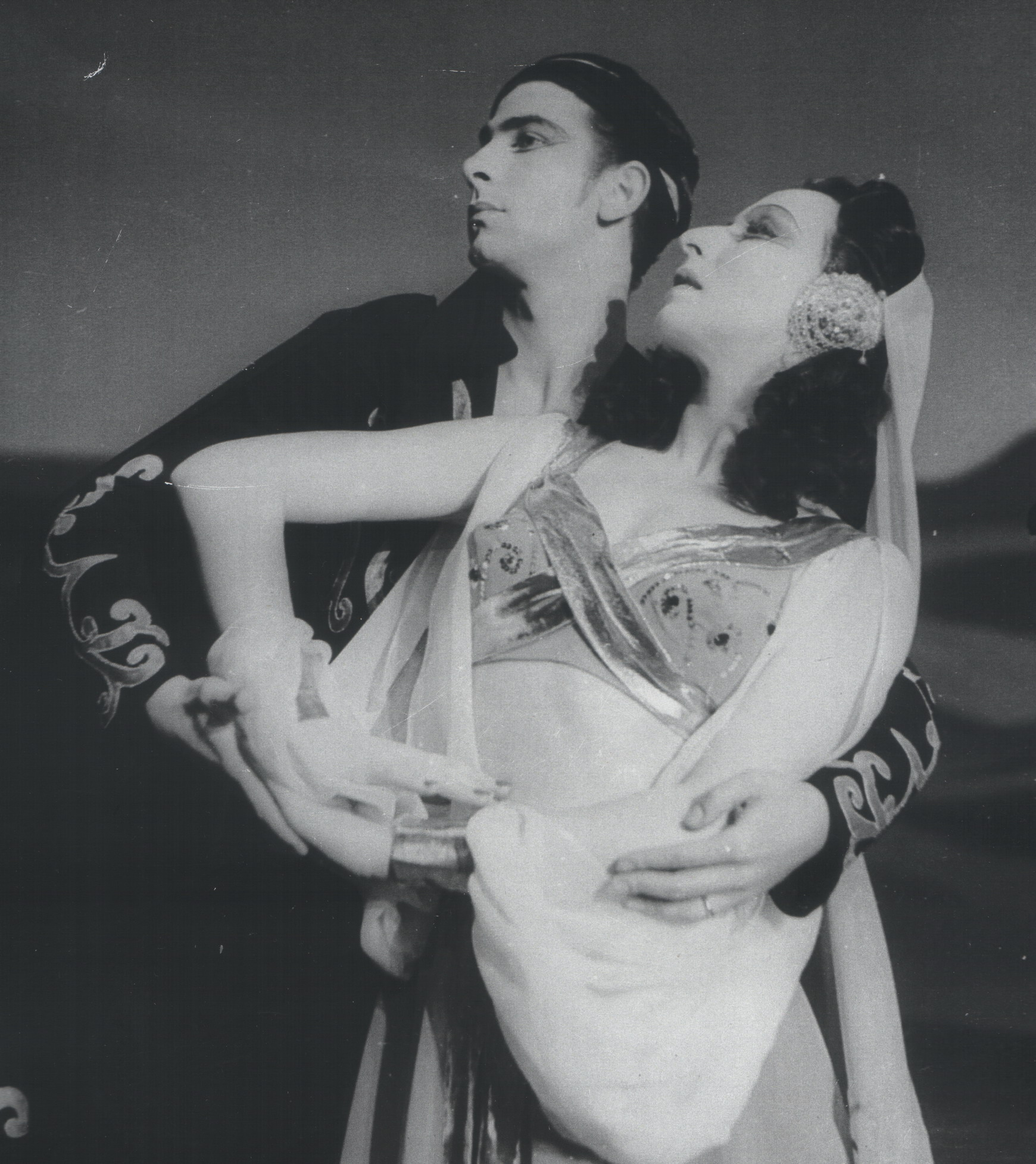
Lauri con Attilia Radice negli anni '50.

## Repertorio
Interprete versatile, attinge al repertorio classico in cui è un apprezzato danseur noble e si avventura di frequente nell'ambito moderno con numerose creazioni sulla misura del suo forte temperamento d'artista.
Oltre che come applaudito protagonista di capolavori storici quali La Sylphide, Giselle, Coppélia, Il lago dei cigni, La bella addormentata, Lo schiaccianoci, Don Chisciotte, Lauri primeggia infatti nei balletti di Michel Fokine (Les Sylphides, Petruška), di Vaclav Fomič Nižinskij (La sagra della primavera), di Léonide Massine (Sinfonia fantastica, Les dryades, Le beau Danube, Il cappello a tre punte), di Aurel Milloss (Carillon magico, La giara, Orfeo, Follie viennesi, Ungheria romantica, Hungarica, Mirandolina).

## Carriera
In qualità di ospite, dal secondo dopoguerra in poi, è spesso richiesto dai principali teatri italiani (il Teatro alla Scala di Milano, il Teatro Regio di Torino, il Gran Teatro La Fenice, il Teatro Comunale di Bologna, il Maggio Musicale Fiorentino, il Teatro di San Carlo di Napoli, il Teatro Massimo Vittorio Emanuele di Palermo) e stranieri (il Metropolitan Opera House di New York, il Teatro Colon di Buenos Aires, il Teatro San Carlos di Lisbona, in Germania, in Austria, in Svizzera, in Spagna).

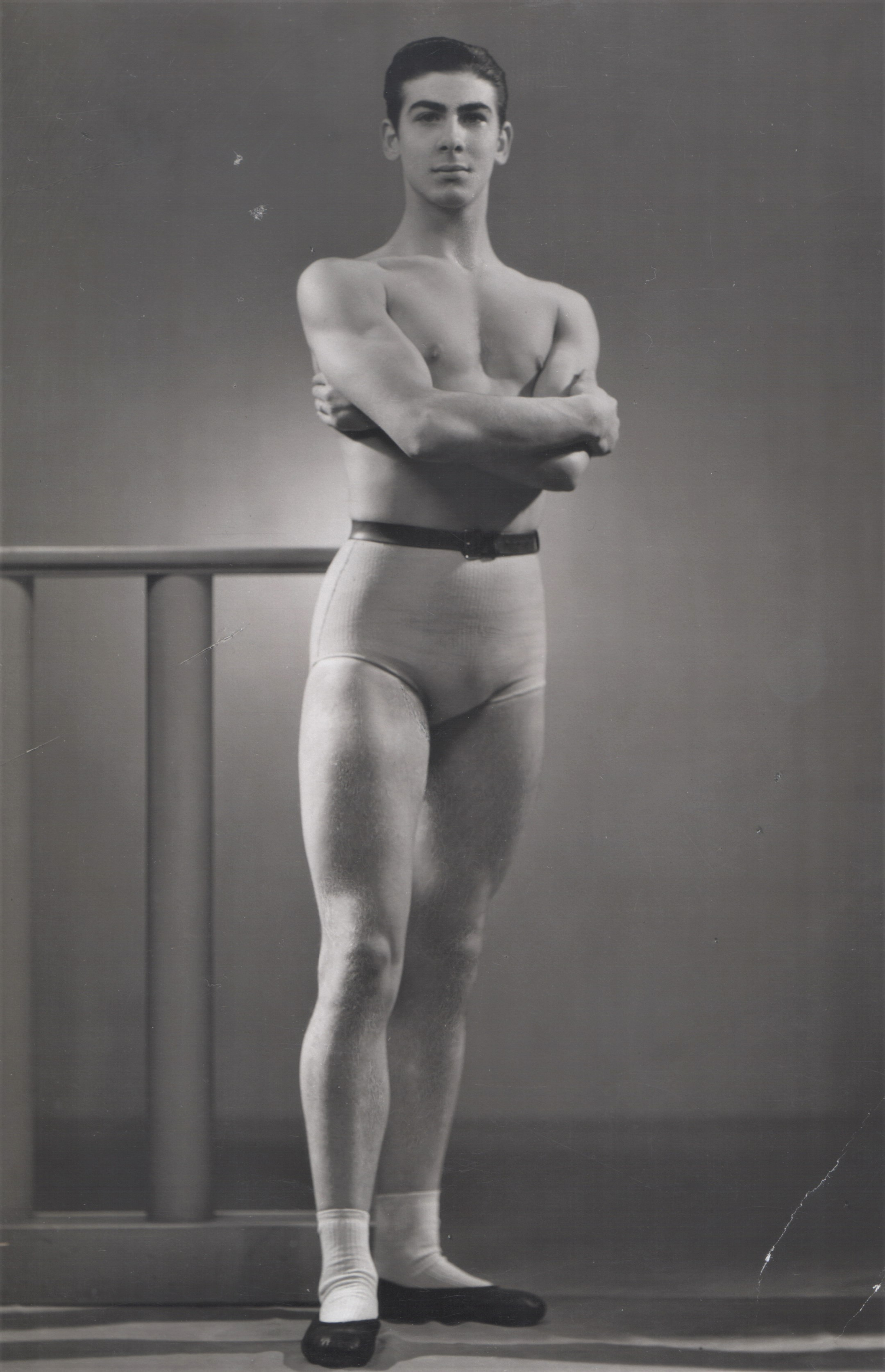
Primo Ballerino ospite del Teatro alla Scala di Milano nel 1941.

Franz in Coppelia, al Teatro dell'Opera di Roma nel 1953.

In veste di coreografo, in Italia come all'estero, realizza le produzioni di Amleto (1948), Il combattimento di Tancredi e Clorinda (1954) e, con Filippo Morucci, Visione romantica (1958).
All'Opera di Roma, dal 1965 al 1983, lavora anche come direttore e maestro di ballo. Massine gli affida l'incarico di rimontare i propri balletti in sua vece, ed altrettanto fa Patricia Neary per celebri titoli di George Balanchine: Lauri si occupa personalmente degli allestimenti di Apollon musagète e Sinfonia in Do.
Tra le collaborazioni artistiche maggiormente significative si ricordano quelle con Erik Bruhn e Rudol'f Nureev, con Natalija Romanovna Makarova e Fernando Bujones, con Ekaterina Sergeevna Maksimova e Vladimir Viktorovič Vasil'ev, e ancora con Ninette De Valois, Anton Dolin, Boris Romanoff, Jurij Grigorovič, Roland Petit.
Le partner predilette corrispondono ai nomi di Yvette Chauviré e Liane Daydée dell'Opéra national de Paris, Ludmilla Tchérina e Vera Zorina del Ballet Russe de Monte Carlo, cui si aggiungono le italiane Attilia Radice e Olga Amati e anche Jia Ruskaja nei primi anni di attività dell'Accademia nazionale di danza e del suo Centro Nazionale Coreutico.

Ospite delle città di Varna, Tokyo e Osaka quale giurato in competizioni prestigiose, Lauri effettua incursioni nel teatro di prosa con Luchino Visconti e in televisione con Vittorio Gassman (Il mattatore di Dino Risi, 1960); nel cinema è invitato ad Hollywood da Margarete Wallmann ed è chiamato come autore di danze da Bernardo Bertolucci (La luna, 1979).Per Lauri hanno disegnato costumi di scena importanti pittori e scenografi tra cui Giorgio de Chirico, Renato Guttuso, Pablo Picasso e il Principe Enrico D'Assia.

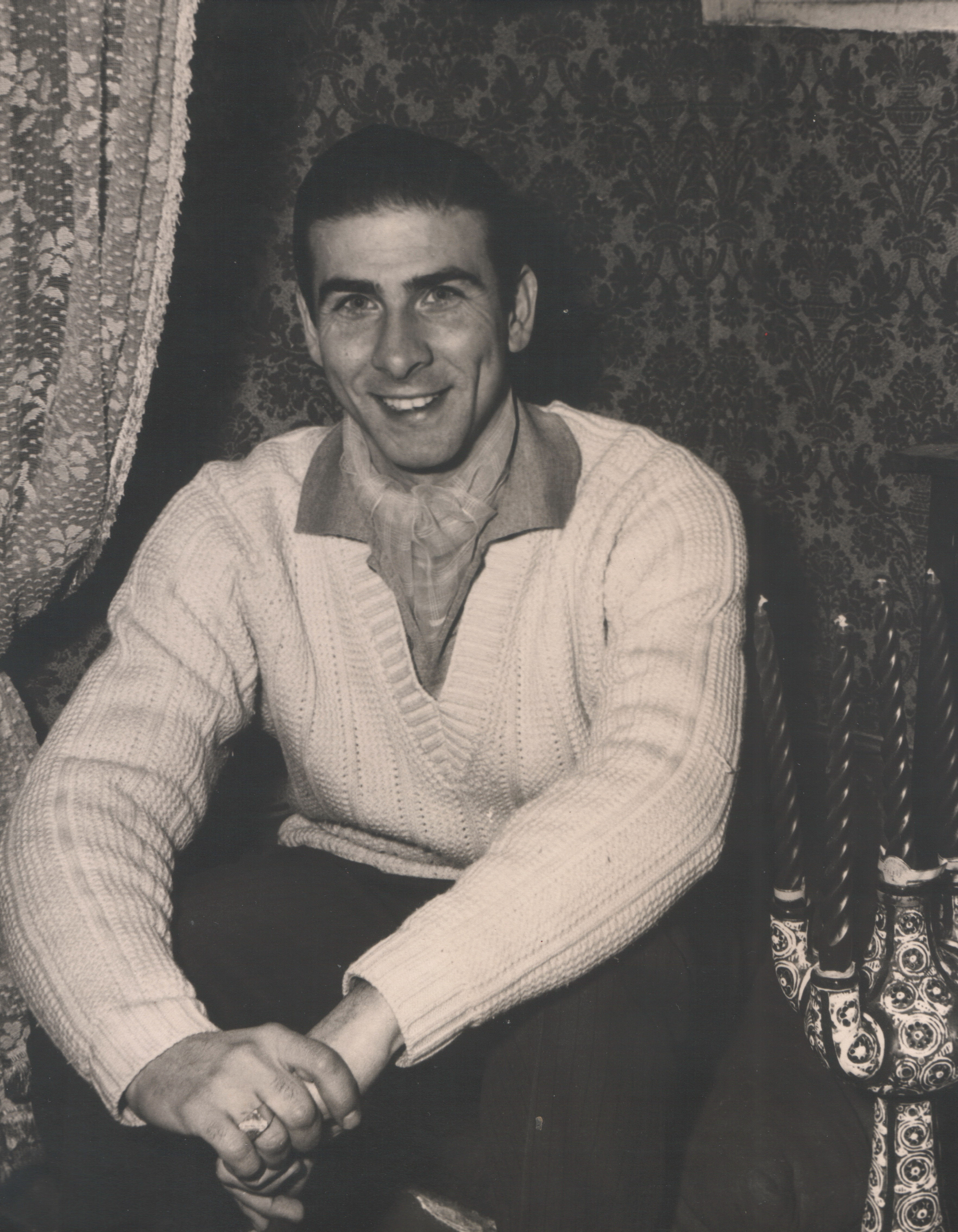
Lauri nella sua abitazione a Palazzo Altieri, Roma (anni '50).

## Laureahonoris causae riconoscimenti

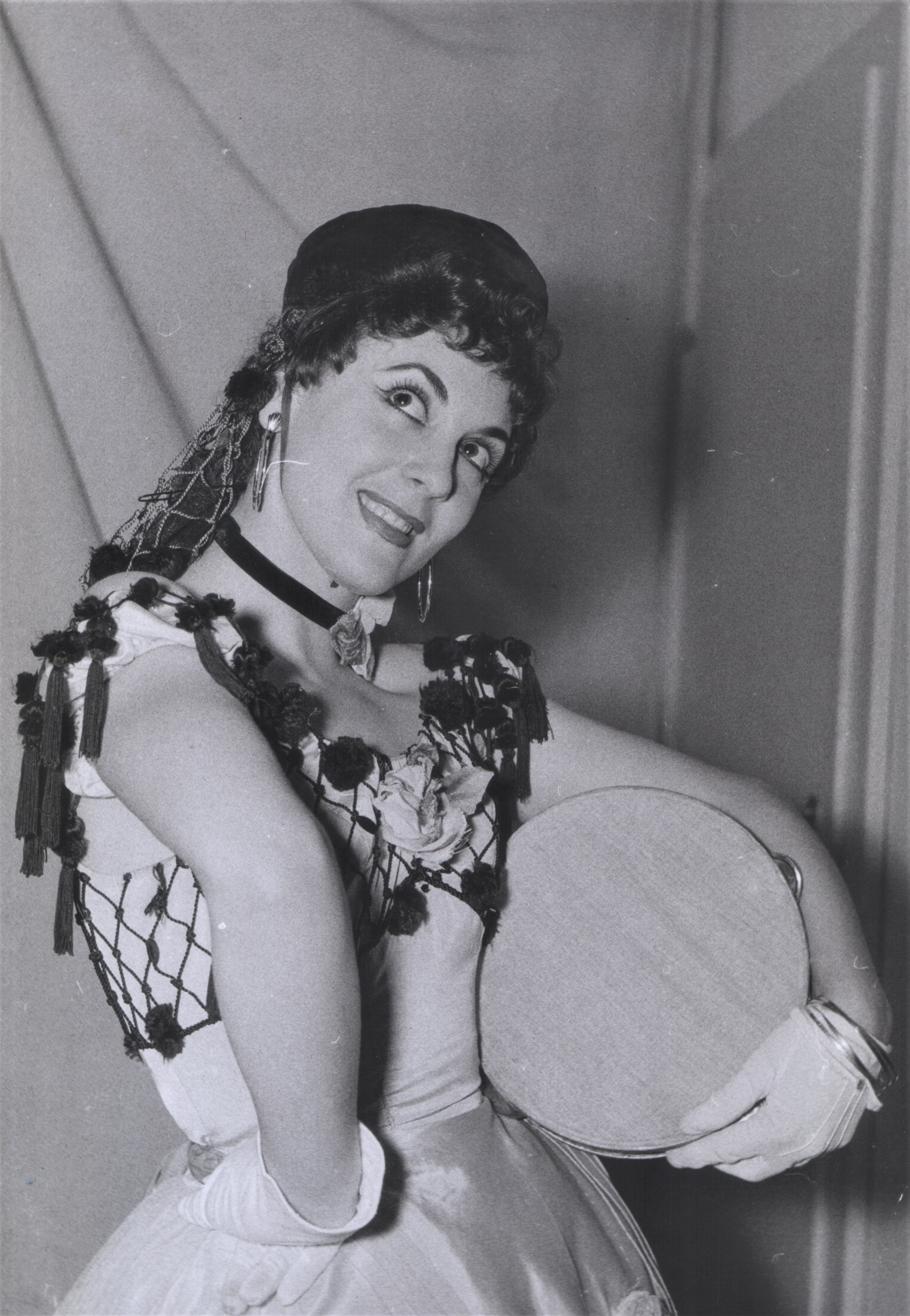
Annamaria Paganini, sul set del film Carosello napoletano (1954) di Ettore Giannini.

Nel 1957 l'Accademia Mondiale degli Artisti e Professionisti presieduta dal Principe don Ernesto Baranger gli conferisce l'onorificenza di "Dottore Accademico ad honorem".
Tra i numerosi premi, si segnalano l'Orso d'oro a Berlino (1941), i Gemelli del Tevere (1964), il David di Michelangelo (1978).
È incluso tra le glorie della scena coreutica italiana dallo statunitense Who's Who in the World nel 1982 e da Who's Who in Italy nel 1987.
Nel 2011 si svolge a Roma, come omaggio all'artista, il Premio Guido Lauri che conferisce titoli e borse di studio.

## Vita privata
Lauri sposò Anna Maria Paganini, la ballerina classica per la quale Erik Bruhn ha creato il ruolo dello Spirito del Lago nel suo Il lago dei cigni a Roma nel 1965.
La loro figlia è Tiziana Lauri, ballerina solista dell'Opera di Roma.
I danzatori Augusto, Alfonso, Fabrizio e Raffaele Paganini sono suoi nipoti. 
Lauri fu inoltre cognato di Giulio Neri, cantante lirico di diffusa celebrità.

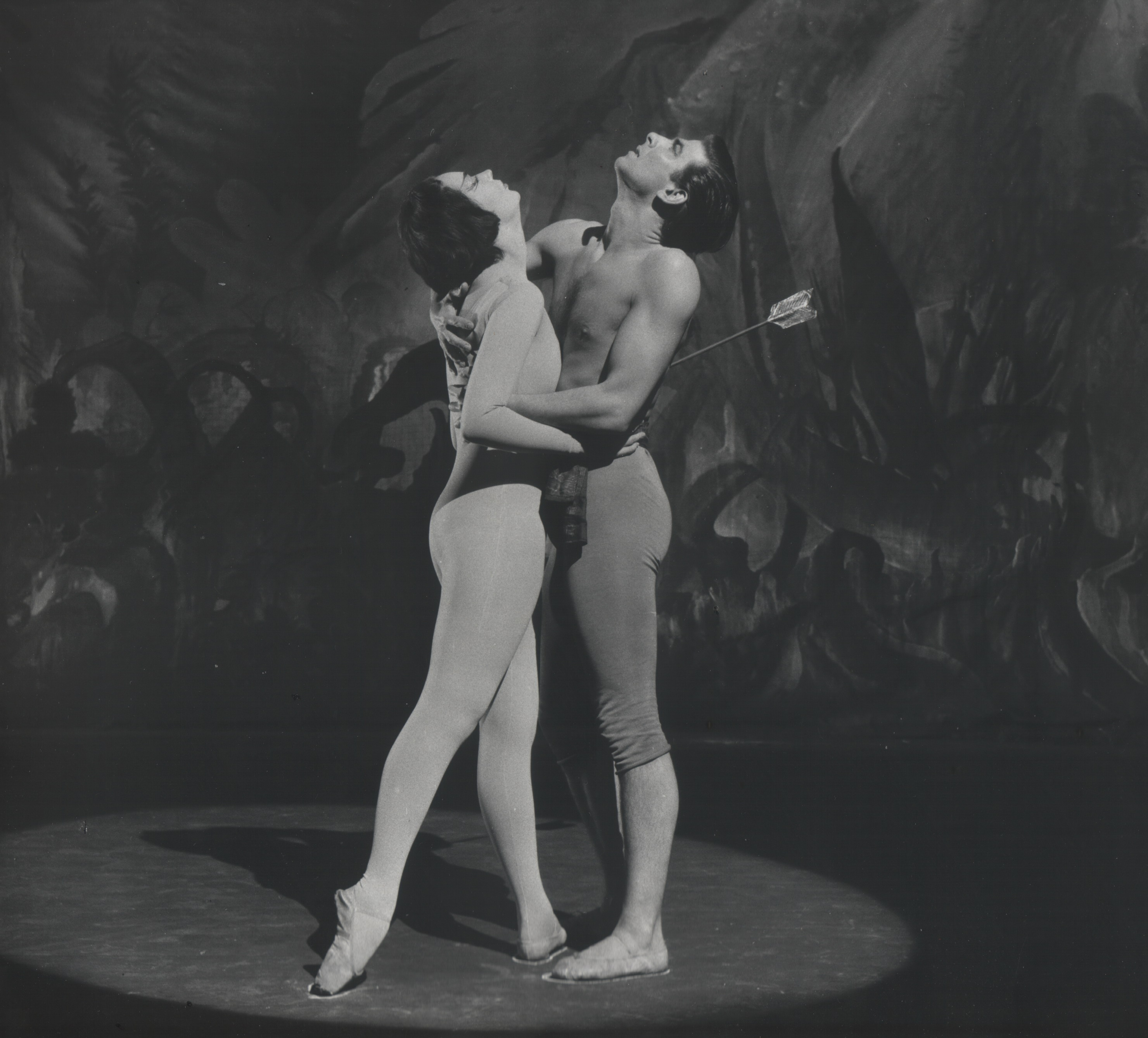
Con Ludmilla Tchérina nelle danze de La figlia di Mata Hari, film di Merusi e Gallone del 1954.

## Video
- 'La Figlia di Mata Hari', film con Ludmilla Tchérina (1954), su youtube.com.
- 'Ballerina e Buon Dio', film con Vera Tschechowa (1958), su youtube.com.
- Applausi per 'Giselle' (1980), su youtube.com.
- Intervista Rai (Anni '80), su youtube.com.

## Galleria d'immagini

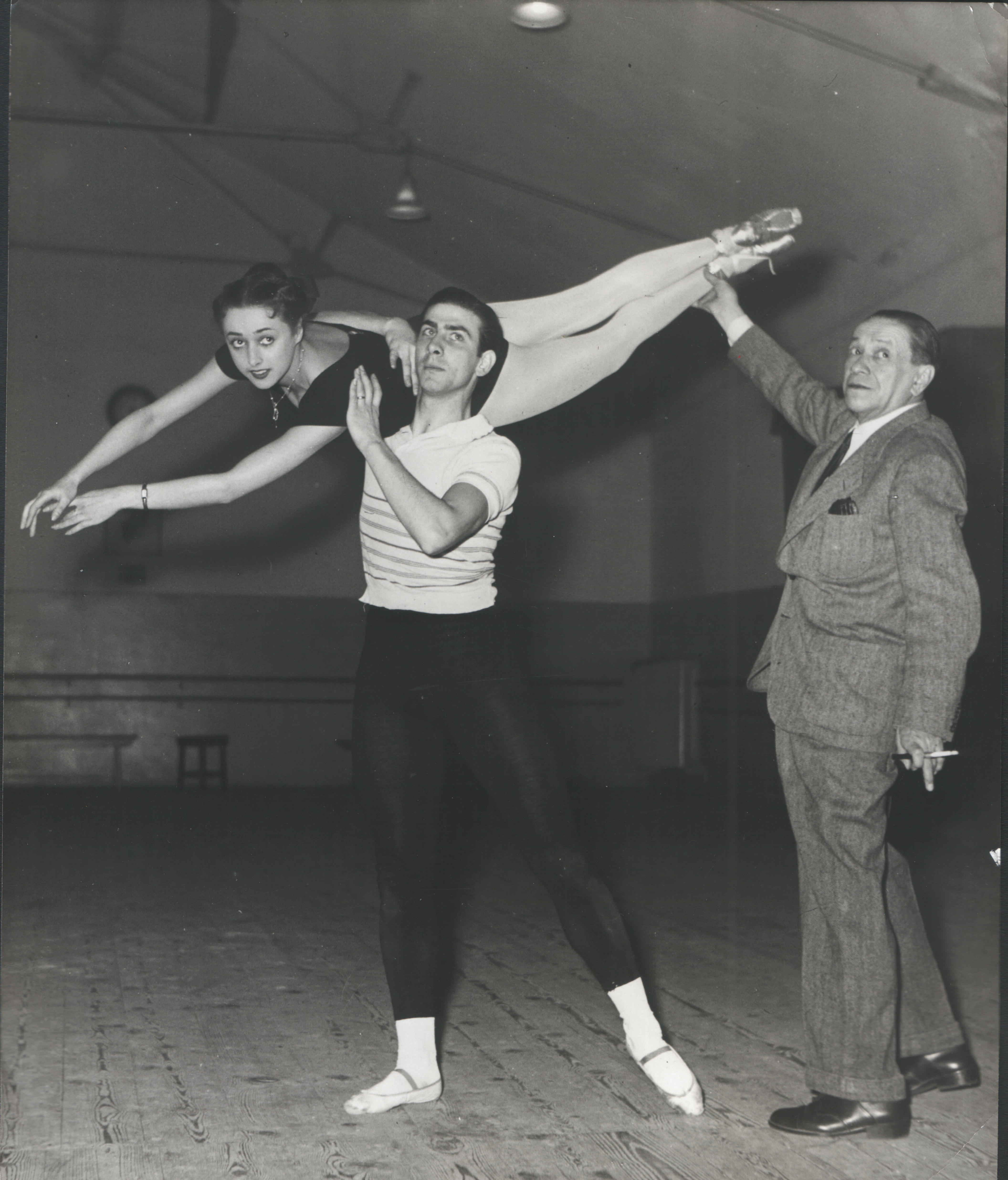
In prova con Boris Romanov del Teatro Kirov-Mariinskij di San Pietroburgo e Liane Daydé dell'Opéra di Parigi nella sala ballo dell'Opera di Roma (primi anni '50).
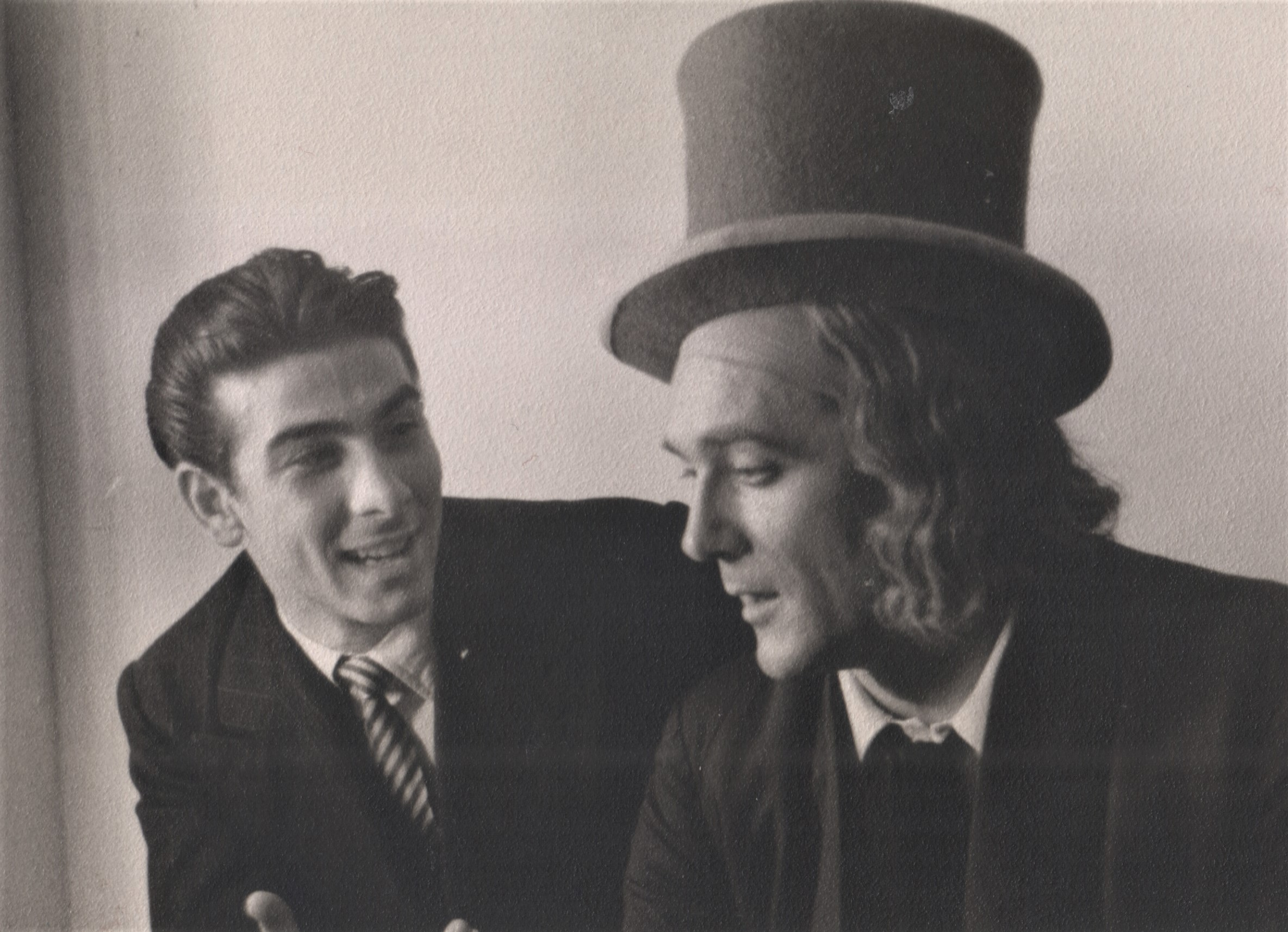
Con Giulio Neri (primi anni '50).
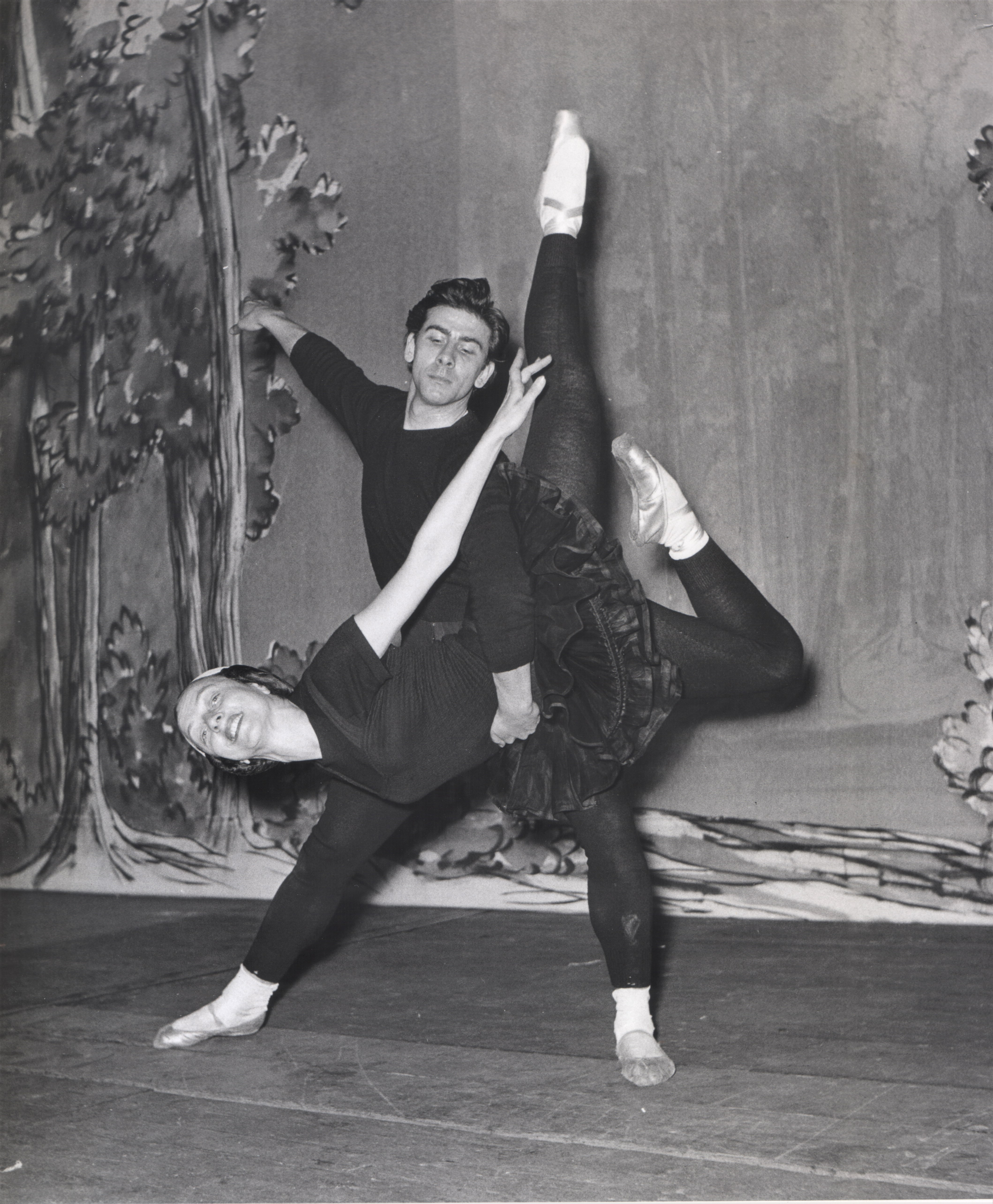
Prova La Bella Adormentata nel Bosco con Attilia Radice (metà anni '50).
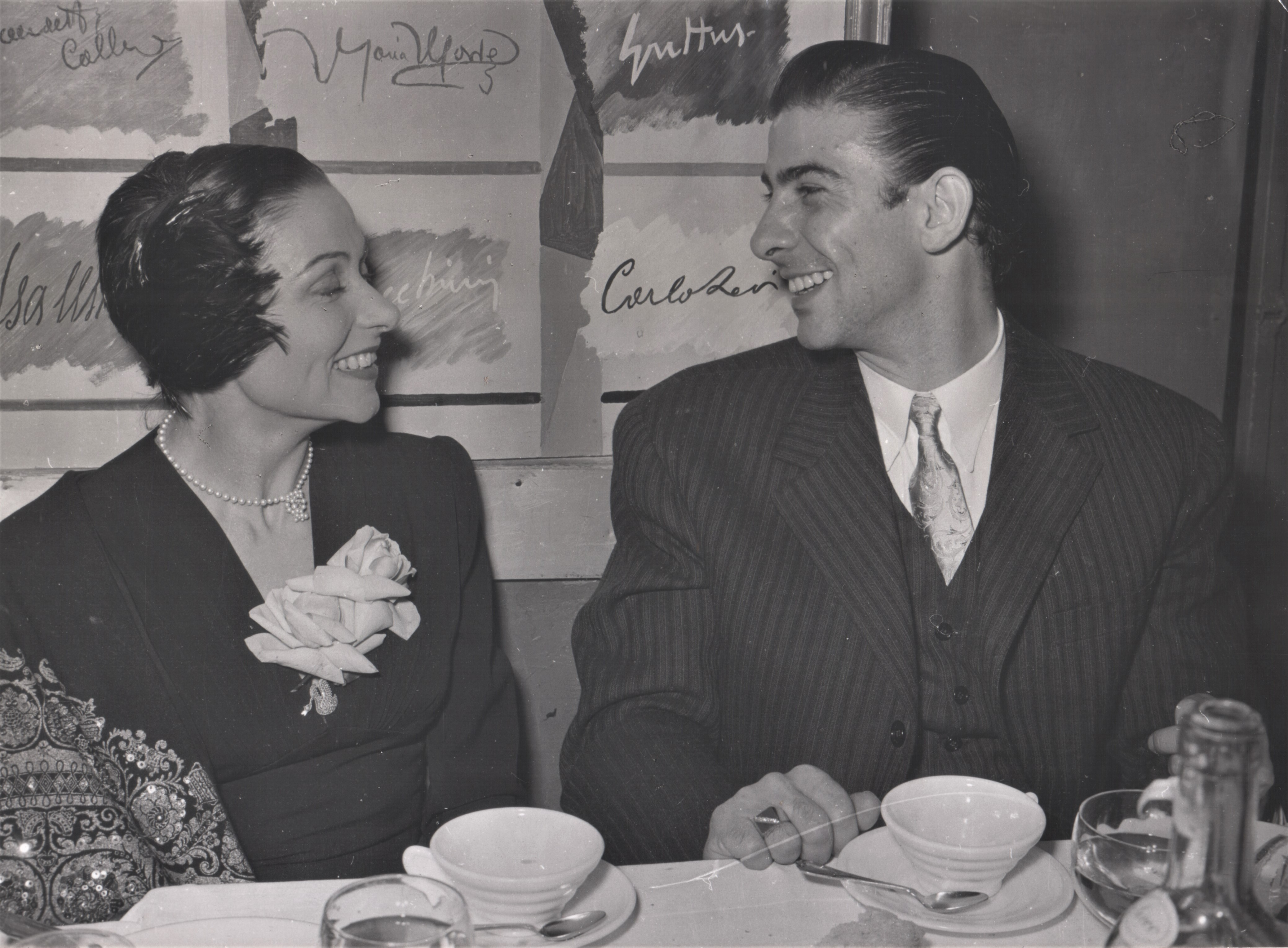
A cena con l'étoile francese Yvette Chauviré a Roma (metà anni '50).
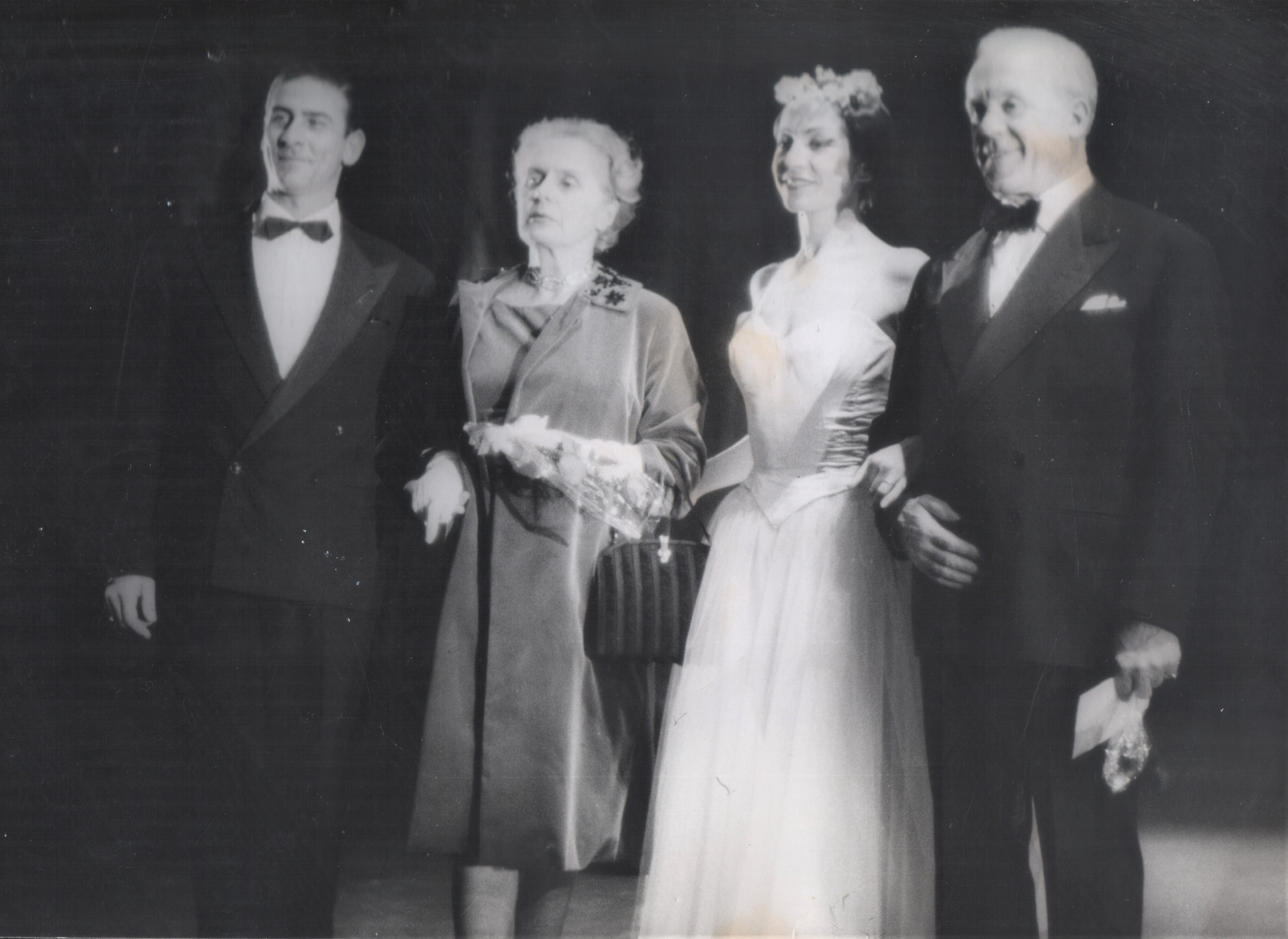
Con Ninette de Valois, Marisa Matteini e Claude Newman del Royal Ballet di Londra al termine di uno spettacolo (primi anni '60).
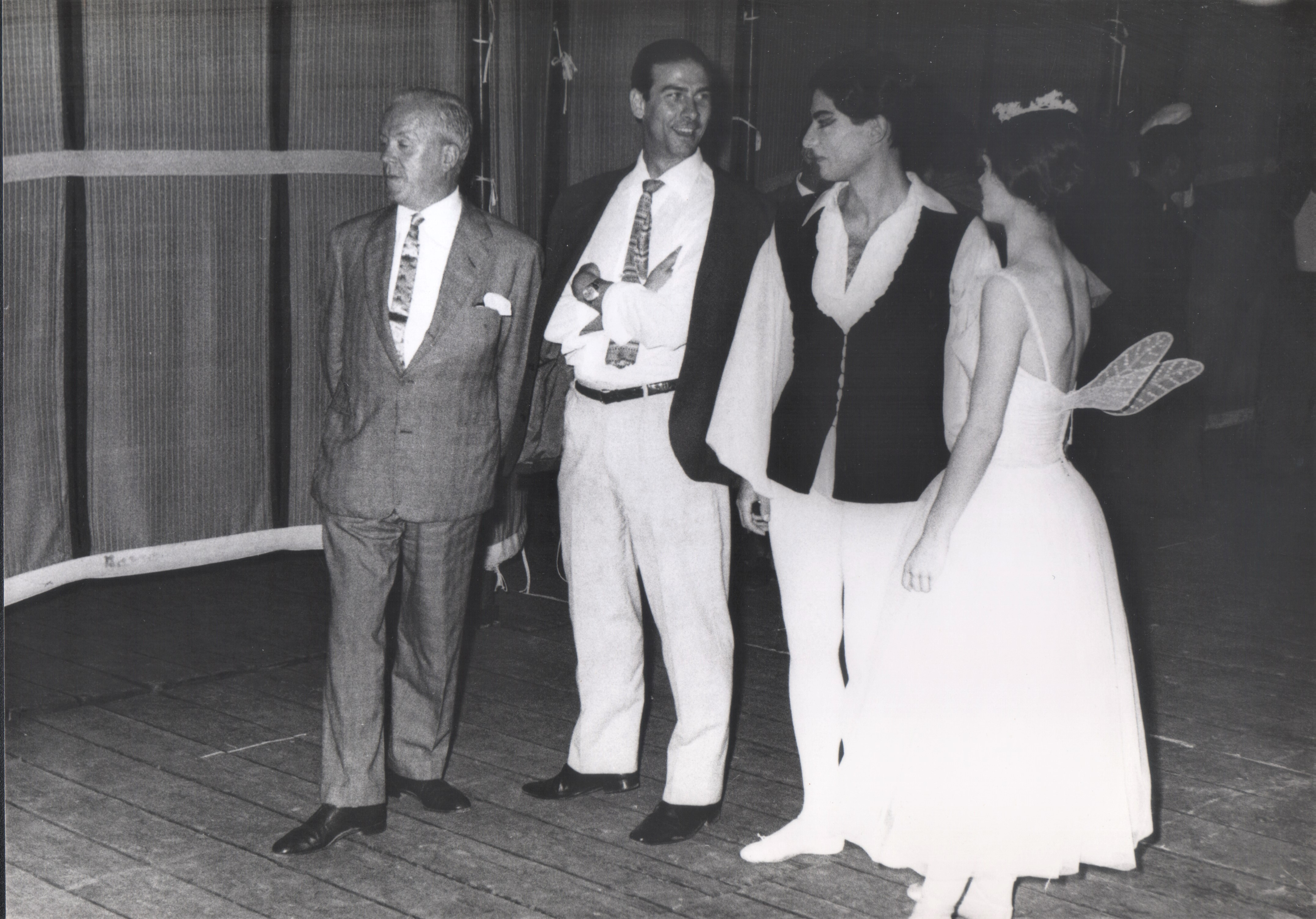
Con Claude Newman, Alfredo Rainò ed Elisabetta Terabust durante le prove di scena (metà anni '60).
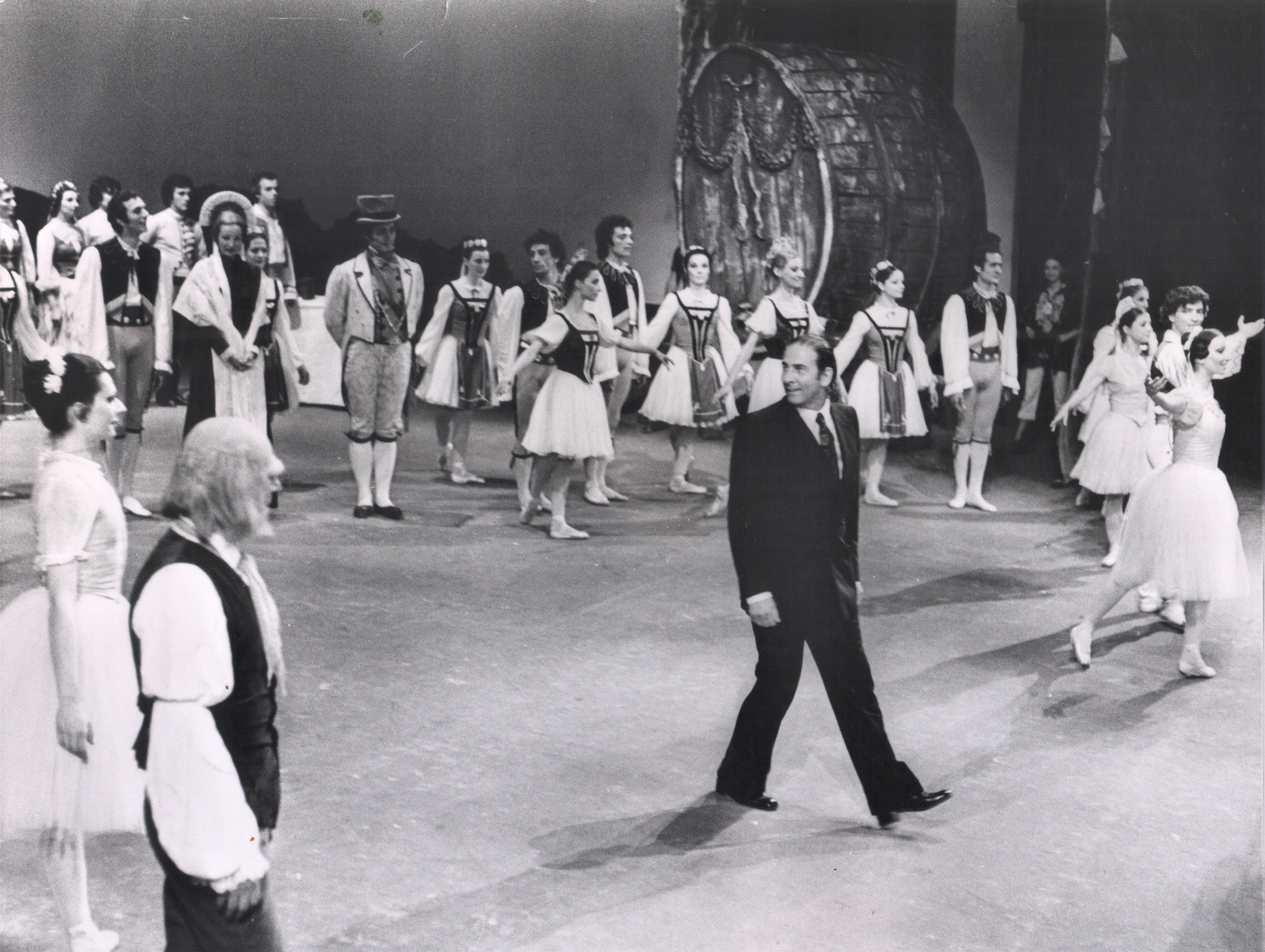
Applausi per la rappresentazione di Coppelia al Teatro dell'Opera (primi anni '70).
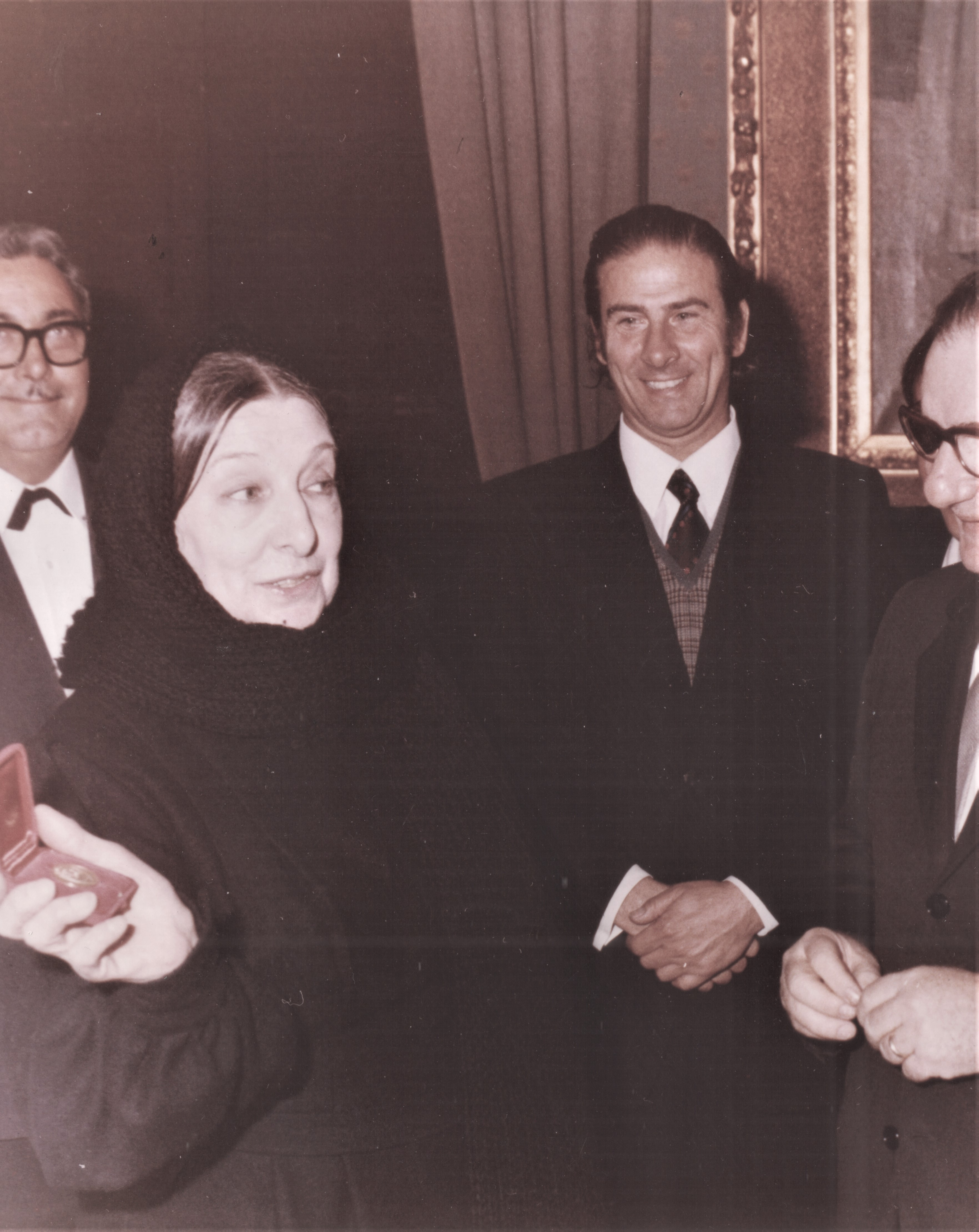
Con Paola Borboni (anni '70).
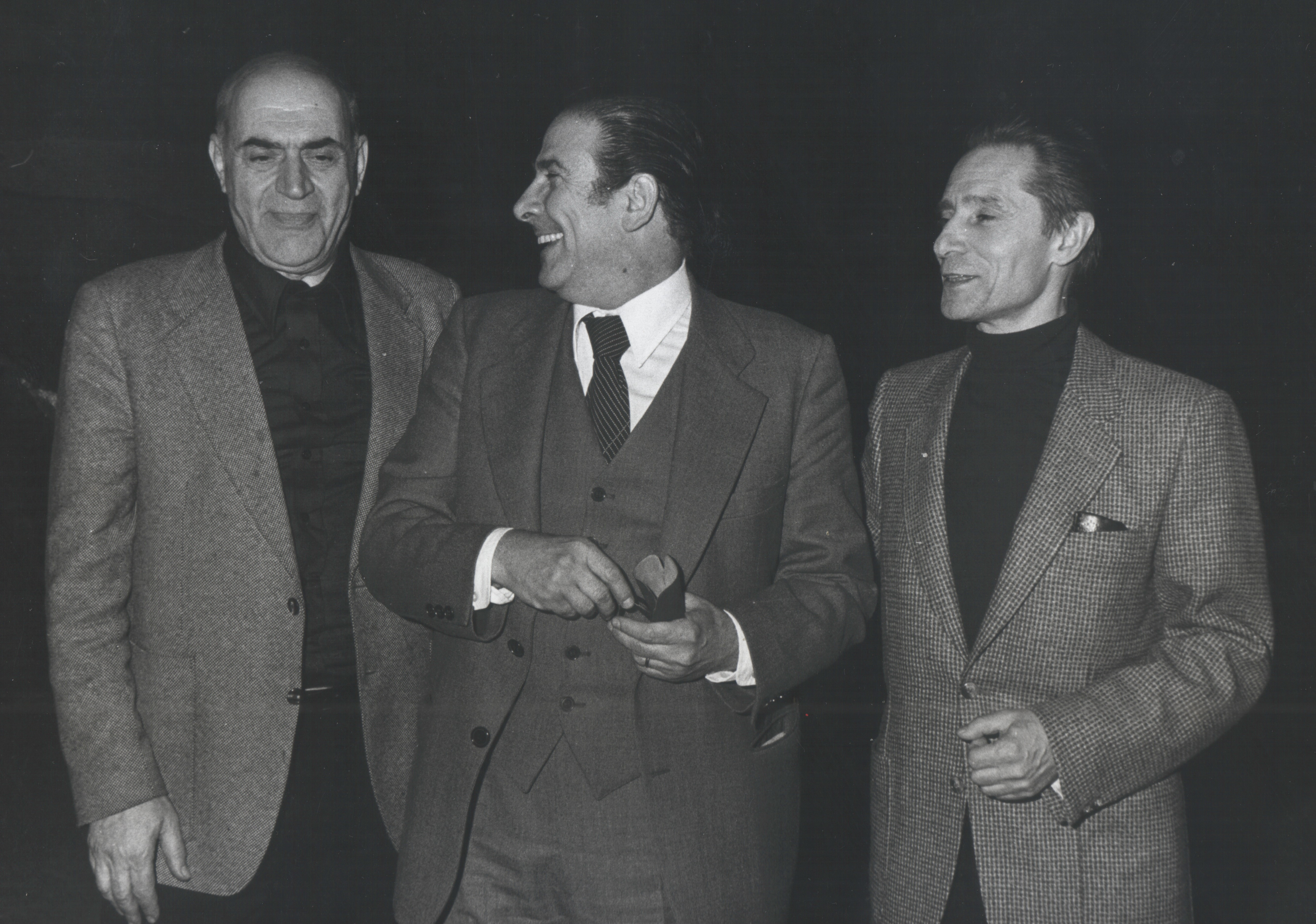
Accoglie a Roma Simon Virsaladze, scenografo georgiano, e Jurij Grigorovič direttore del ballo al Teatro Bol'šoj di Mosca (fine anni '70).
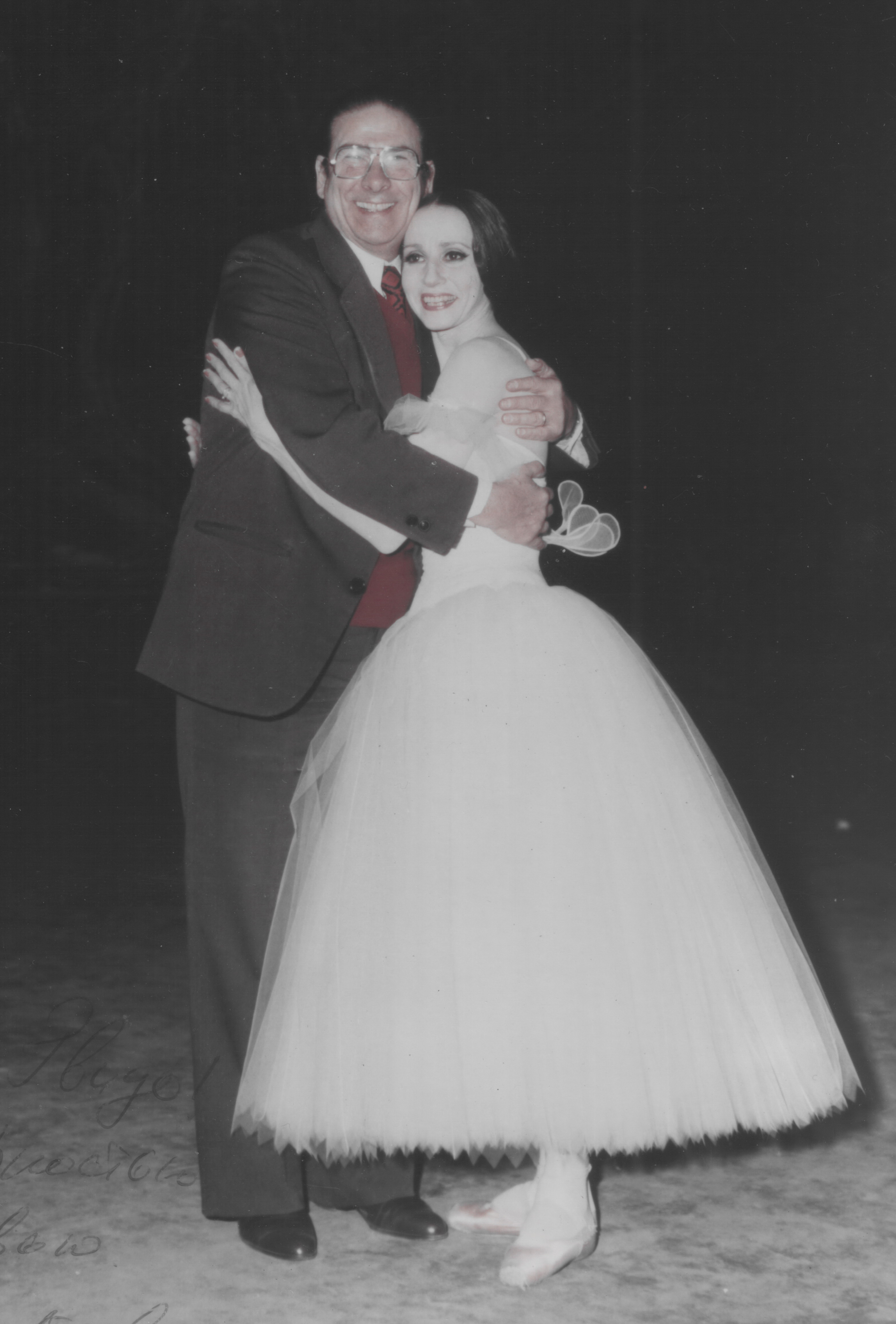
Con Natalija Bessmertnova, prima ballerina del Teatro Bol'šoj di Mosca (fine anni '70).
Giselle: cura la famosa edizione coreografica romana del 1980 con Rudol'f Nureev e Carla Fracci, teletrasmessa dalla Rai.
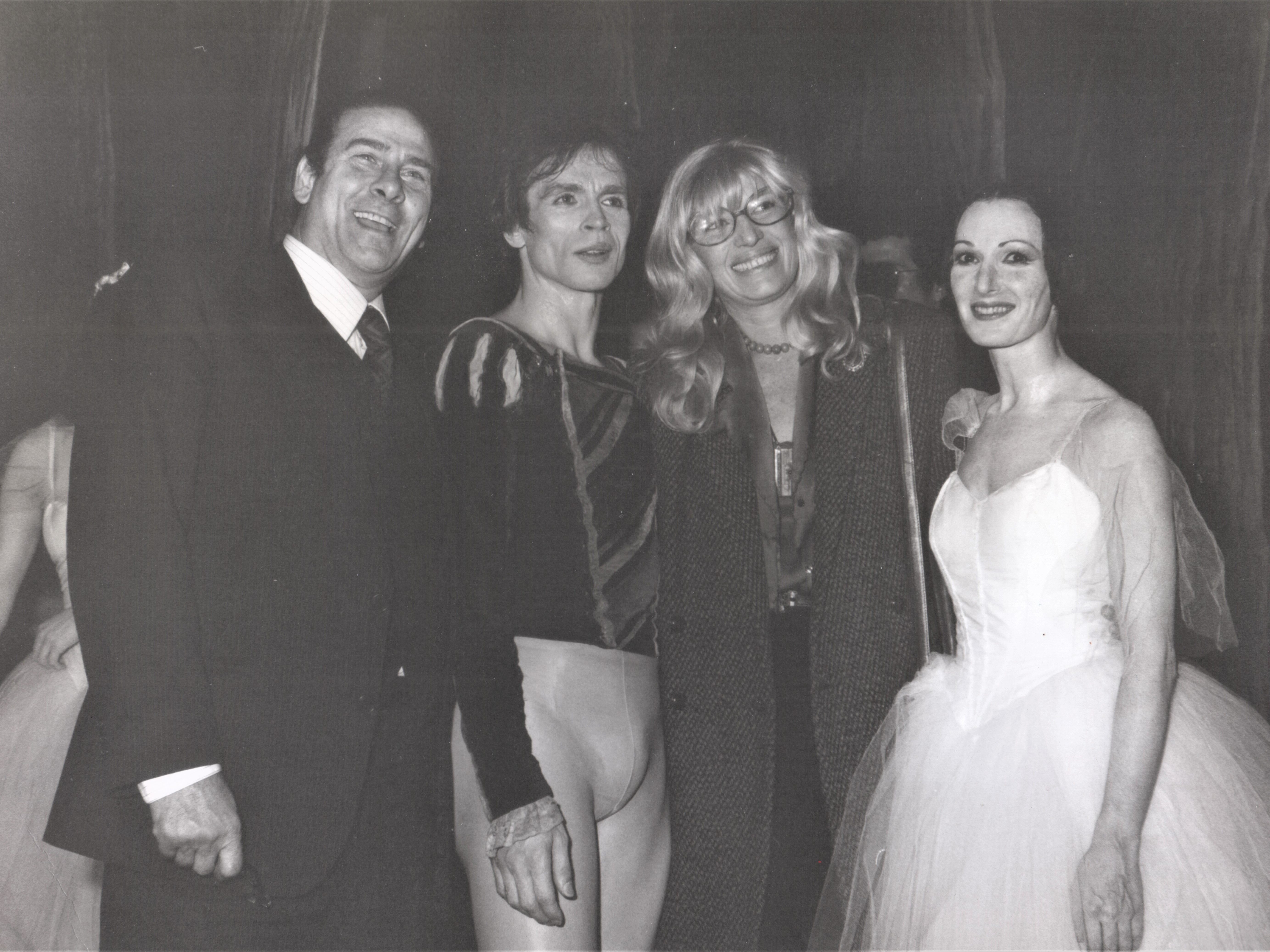
Con Rudol'f Nureev, Monica Vitti e Diana Ferrara al termine di Giselle nel 1980.

## Fonti
- Enciclopedia dello Spettacolo, fondata da Silvio D'Amico - casa editrice Le Maschere, Roma (pag. 1281).
- Enciclopedia Garzanti dello spettacolo, Redazioni Garzanti (pag. 366).
- Cinquant'anni del Teatro dell'Opera 1928-1978, Bestetti editore 1979.
- Teatro dell'Opera di Roma, Archivio Storico
- Who's Who in the World, Sixth Edition 1982-83 - Marquis Who's Who, Inc. U.S.A (pag. 630).
- Who's Who in Italy, 1987 (pag. 710).
- Guido Lauri: "La danza per me è una preghiera, una missione… dobbiamo essere sacerdoti di questa passione!", intervista per Il Giornale della Danza(2 febbraio 2011).
- Dizionario Gremese della danza e del balletto Horst Koegler- edizione 2011 a cura di A.Testa (pag. 306).
- Guido Lauri, la voce di un secolo di danza, intervista per GB Opera Magazine(22 agosto 2015).